# Andalus Pullman Express
De Andalus Pullmann Express was een luxe trein van de Compagnie Internationale des Wagons-Lits (CIWL) in Andalusië.

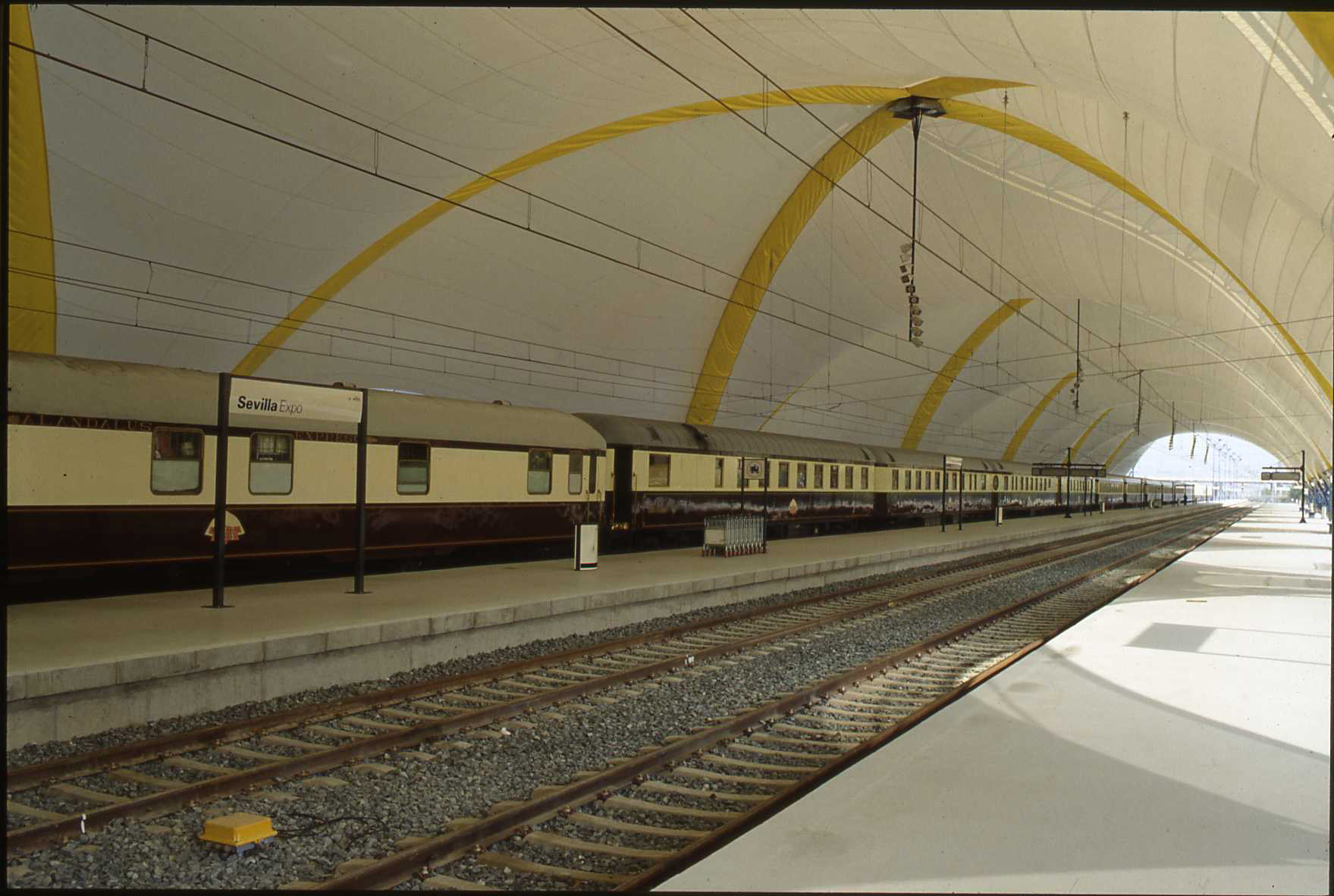
De Al Andalus Expreso in 1992 in het station Sevilla Expo

In 1929 werd de Wereldtentoonstelling gehouden in Spanje. Het zwaartepunt lag in Barcelona, de paviljoens van de Zuid-Amerikaanse landen bevonden zich echter in Sevilla. Voor bezoekers aan de Wereldtentoonstelling in Sevilla werd op 27 juni 1929 de Andalus Pullman Express in dienst genomen. Deze trein reed tijdens de Wereldtentoonstelling uit Sevilla afwisselend naar Málaga en Granada zodat de bezoekers ook naar andere bezienswaardigheden in Andalusië konden reizen. Na afloop van de Wereldtentoonstelling is op 30 juni 1930 de treindienst gestaakt. Een aantal rijtuigen van de luxe trein wordt nog af en toe ingezet in de toeristische Al Andalus Expreso, voor rondritten door Andalusië.